# Lörby Park
Lörby Park är en idrottsanläggning i Lörby, Blekinge. Lörby Park ägs av Lörby IF.

## Anläggningar
- Fotboll A-plan gräs 105 x 65 m
- Fotboll B-plan gräs 100 x 60 m[1]